# فيغابوند
فيغابوند (بالفرنسية: Sans toit ni loi) هو فيلم دراما فرنسي صدر عام 1985 من إخراج وسيناريو آغنيس فاردا. يُصنّف الفيلم ضمن نوع أفلام الطريق، ويتناول قصة شابة تعيش حياة التشرّد في ريف جنوب فرنسا، حيث تُعرض الأحداث بأسلوب غير خطي عبر شهادات أشخاص التقوا بها خلال أيامها الأخيرة. يتميز الفيلم بأسلوبه شبه الوثائقي وموضوعاته الوجودية، وقد نال إشادة نقدية واسعة، وفاز بجائزة الأسد الذهبي في مهرجان البندقية السينمائي، كما رُشحت بطلته ساندرين بونير لعدة جوائز سينمائية مرموقة.

## القصة
تبدأ أحداث الفيلم بمشهد العثور على جثة امرأة شابة تدعى "مونا" متجمدة في أحد الحقول. ومن هنا، يعود السرد إلى الوراء عبر تقنية الفلاش باك، ليعرض الأيام الأخيرة من حياة مونا من خلال مقابلات مع أشخاص التقتهم في رحلتها. تتنقل مونا عبر القرى والطرقات الفرنسية، وترفض الاندماج في المجتمع أو الالتزام بأي نظام، ما يجعل رحلتها مليئة بالتحديات والعزلة. يحمل الفيلم بعدًا فلسفيًا حول الحرية، والاغتراب، والهوية الإنسانية.

## طاقم التمثيل
- ساندرين بونير في دور مونا
- يولاند مورو
- ستيفان فرايس
- ماشا مريل  [لغات أخرى]‏
- دومينيكو دوراند  [لغات أخرى]‏

## الإنتاج
أُنتج الفيلم من قبل شركة "سينه تاماريس"، المملوكة للمخرجة آغنيس فاردا. تم التصوير في مناطق ريفية جنوب فرنسا خلال فصل الشتاء لإبراز قسوة البيئة المحيطة. استخدمت فاردا أسلوبًا يمزج بين الخيال والواقع، فجمعت بين مشاهد تمثيلية وشهادات شخصيات حقيقية أدت أدوارها في الفيلم. أرادت فاردا من خلال الفيلم استكشاف مفهوم "الحرية المطلقة" والثمن الذي قد تدفعه الشخصية مقابلها.

## الاستقبال
لاقى الفيلم إشادة نقدية كبيرة، خصوصًا لأداء ساندرين بونير الواقعي والمعبر، ولأسلوب الإخراج غير التقليدي. وُصف الفيلم بأنه من أبرز أعمال السينما النسوية في عقد الثمانينات، وأنه يقدم تأملًا عميقًا في قضايا الهامش الاجتماعي والعزلة الإنسانية.

### الجوائز والترشيحات
الجوائز
- جائزة الأسد الذهبي – مهرجان البندقية السينمائي (1985)

الترشيحات
- جائزة سيزار لأفضل ممثلة – ساندرين بونير في الحفل الحادي عشر (1986)

## وصلات خارجية
- فيغابوند على موقع IMDb (الإنجليزية)
- فيغابوند على موقع روتن توميتوز (الإنجليزية)
- فيغابوند على موقع نتفليكس (الإنجليزية)
- فيغابوند على موقع ألو سيني (الفرنسية)
- فيغابوند على موقع Turner Classic Movies (الإنجليزية)
- فيغابوند على موقع أول موفي (الإنجليزية)
- فيغابوند على موقع فيلمافينيتي (الإسبانية)
- فيغابوند على موقع قاعدة بيانات الأفلام السويدية (السويدية)
- فيغابوند على موقع قاعدة بيانات الفيلم (الإنجليزية)
- فيغابوند على موقع ليتربوكسد (الإنجليزية)

1. ↑  "Vagabond (1985)" (بالإنجليزية). IMDb. Archived from the original on 2025-07-13. Retrieved 2025-07-28.
2. ↑  "Sin techo ni ley (1985)" (بالإسبانية). FilmAffinity. Archived from the original on 2025-03-31. Retrieved 2025-07-28.
3. ↑  "Sans toit ni loi" (بالفرنسية). AlloCiné. Archived from the original on 2010-11-20. Retrieved 2025-07-28.
4. ↑  Roger Ebert (1986). "Vagabond Movie Review (1986)" (بالإنجليزية). Archived from the original on 2025-07-02.